# Rosario Pi
Rosario Pi (Barcellona, 29 luglio 1899 – Madrid, 22 marzo 1967) è stata una regista, sceneggiatrice e produttrice cinematografica spagnola, ritenuta con Helena Cortesina, Margherita Alexandre e Ana Mariscal, una delle principali pioniere del cinema spagnolo.
Fino al 2020, quando è stato rinvenuto negli archivi della Cineteca spagnola il film Mallorca di María Forteza, di cui non è ancora stata stabilita la data di produzione, è stata ritenuta la prima regista di film sonori in Spagna, con la sua opera El gato montés.

## Biografia
Rosario Pi nasce a Barcellona nel 1899 da una famiglia benestante, proprietaria di una fabbrica tessile a Sabadell. È l'unica figlia del matrimonio della madre Pi Brujas, che aveva avuto altri figli dal primo marito. Nella sua infanzia Rosario Pi contrae la poliomielite, che la costringerà a servirsi di calzature speciali e di un bastone per tutta la vita. All'età di 24 anni muoiono i suoi genitori e ne eredita la casa, mentre ai fratellastri va la fabbrica di famiglia. Dotata di forte spirito imprenditoriale, dal 1926 apre a Barcellona un negozio di abbigliamento femminile e biancheria intima, che chiude però nel 1929.
Uno zio di Rosario Pi era un distributore di film russi e tedeschi, e probabilmente è questo legame che conduce Pi al suo interesse per il cinema. Trasferitasi a Madrid, entra nella neonata industria cinematografica e fonda una società di produzione di cui diventa presidente, la Star Films Production Company, grazie ai finanziamenti dell'imprenditore messicano Emilio Gutiérrez Bringas e dello spagnolo Pedro Ladrón de Guevara. Tra il 1931 e il 1935 la Star Films produce i primi film sonori spagnoli, un corto (J.-M. Beltrán, 1932) e cinque lungometraggi, con i registi Edgar Neville (1931), Benito Perojo (1932), Richard Harlan (1933), Fernando Delgado (1934) e la stessa Rosario Pi (1935).
Il primo film prodotto, ¡Yo quiero que me lleven a Hollywood! (1931), è anche il primo film diretto da Edgar Neville. Composto di 16 numeri musicali, asseconda il fascino esercitato in quel periodo dalla mecca del cinema americano, rappresentando satiricamente le disavventure di alcuni artisti spagnoli che sognano di andare a Hollywood.
Rosario Pi lavora anche come regista e sceneggiatrice. È la sceneggiatrice del lungometraggio Doce hombres y una mujer (1934), basato su un'opera dello scrittore Wenceslao Fernández Flórez. È un film di avventura, in cui il personaggio principale è una donna dell'alta società, coinvolta nella gestione di una società segreta guidata da figure influenti, tra cui un ministro e il capo della polizia locale..
Nel 1935 scrive l'adattamento dell'omonima zarzuela El gato montés di Manuel Penella composta nel 1916, che lei stessa dirige, da molte fonti ritenuto il primo film di una regista donna nella storia del cinema spagnolo. La pellicola, annoverata nel sottogenere della "españolada", racconta di un triangolo amoroso fra due zingari - Juanillo e Soleá - e un famoso torero, Rafael el Macareno. È stato notato come Rosario Pi riscriva il personaggio femminile di Soleá attribuendole un'autonomia d'azione e di giudizio non posseduta nell'opera originale; nella sequenza dello scontro fra i due corteggiatori, Soleá interviene in una scena tradizionalmente ritenuta di esclusiva pertinenza maschile, rimuovendo il coltello dalle mani di Juanillo e gettandolo a terra; nella scena ambientata in un bar, in cui un uomo le offre da bere aggiungendo: "devi berlo [il bicchiere] perché lo mando io", la donna risponde: "nel mio corpo non comanda nessuno". Il film, specie per il suo "delirante finale necrofilo", si distingue per l'introduzione di alcuni elementi propri del surrealismo e dell'arte avanguardista degli anni Trenta; alcuni storici ritengono El gato montés il precursore stilistico di film come Cime tempestose (1954) di Luis Buñuel.
Nel 1937 gira il suo secondo film da regista, Molinos de viento, con l'attrice María Mercader, allora diciottenne, e il tenore Pedro Terol. Il film, uscito nel 1938 e purtroppo andato perduto, è un adattamento dell'omonima zarzuela di Ricardo Frutos. La sua proiezione viene censurata nell'area repubblicana, perché Rosario Pi è ritenuta di simpatie filonazionaliste. Nel 1938 Pi fugge a Parigi con l'attrice Maria Mercader, di cui diviene l'agente. Qui riceve due offerte di lavoro: un contratto di sette anni con l'americana Fox, meta New York, o il trasferimento a Roma, negli studi di Cinecittà. Pare che a seguito di una richiesta dei produttori statunitensi di fare un provino mostrando le gambe, l'attrice si sia rifiutata ed abbia deciso di recarsi in Italia. Le due donne giungono a Roma nel 1939. Rosario Pi si dedica principalmente alla traduzione di sceneggiature in spagnolo e continua a fare da agente per Maria Mercader, che conosce il regista Vittorio di Sica, con cui si sposerà in Messico nel 1959. I tre, diventati inseparabili, decidono di tornare in Spagna per cercare il finanziamento per un nuovo film. Non riuscendo a realizzare questo obbiettivo, fanno ritorno a Roma, dove Rosario Pi si impegna in nuove attività, fra cui la scrittrice, sotto lo pseudonimo di Rizpay, l'organizzatrice di spettacoli, forse anche la gestrice di una discoteca chiamata Jicky Club. Alcuni critici ritengono che Rosario Pi abbia continuato a lavorare nell'industria cinematografica a Roma, e sia stata regista non accreditata del film Forza bruta di Carlo Ludovico Bragaglia (1941).
Negli anni Cinquanta rientra in Spagna. Ignorata dal regime franchista, che non avrebbe accettato una regista donna, tanto meno all'avanguardia, vede precluso ogni possibile ritorno al mondo del cinema. Trova lavoro in una casa di moda appartenente al couturier Marbel, che produceva costumi per l'industria cinematografica, realizzando gli abiti di Ana Mariscal. Ironia della sorte, Mariscal era l'attrice che, solo pochi anni dopo, avrebbe preso il posto di Rosario Pi come unica regista donna in Spagna.
Negli anni Sessanta apre ristorante di lusso sul Paseo de la Castellana. Muore a Madrid nel 1967.

## Filmografia parziale

### Come produttrice
- ¡Yo quiero que me lleven a Hollywood! (film di media lunghezza, diretto da Edgard Neville, 1932). Andato perduto, è l'unico film che ha per protagonista la famosa cupletista Perlita Greco.
- El hombre que se reía del amor (lungometraggio, diretto da Benito Perojo, 1932. Adattamento di un'opera letteraria di Pedro Mata)
- Odio (lungometraggio, diretto da Richard Harlan, 1933. Adattamento di un'opera letteraria di Wenceslao Fernández Flores)
- Doce hombres y una mujer (lungometraggio, diretto da Fernando Delgado, 1934)

### Come regista
- El Gato montés (1936) - adattamento di un'opera musicale (zarzuela) di Manuel Penella, è comunemente ritenuto il primo film del cinema sonoro spagnolo diretto da una donna
- Molinos de viento (1937) - adattamento di un'opera musicale, è andato perduto
- Forza bruta (1940) - non accreditato

### Come sceneggiatrice
- Doce hombres y una mujer (lungometraggio, diretto da Fernando Delgado, 1934)